# GeoSentric
GeoSentric Oyj ist ein 1988 unter dem Namen Benefon Oyi gegründetes, in Salo ansässiges finnisches Unternehmen, das im Geschäftsfeld Mobiltelefone und GPS-Geräte tätig ist. GeoSentric ist spezialisiert auf Geräte, die Mobiltelefonie und GPS kombinieren, und vertreibt diese laut eigenen Angaben in etwa 20 Ländern. Das Unternehmen ist an der Börse Helsinki notiert.
2004 hatte das Unternehmen, damals noch unter dem Namen Benefon, gravierende finanzielle Schwierigkeiten und musste Insolvenzschutz beantragen. Daraufhin entstand eine Partnerschaft mit Octagon Holdings, die in das Nischenunternehmen investierten. Am 21. Juni 2005 gab CEO Tomi Raita bekannt, dass die Umstrukturierung des Unternehmens erfolgreich gewesen sei und ein Konkurs abgewendet werden konnte. Es wurde die Arbeit an einer neuen Produktlinie namens Twig begonnen, die GPS- und Alarmsysteme verbindet. So kann z. B. der Twig Locator selbständig seine Position übermitteln.
Im März 2007 gab Benefon die Übernahme des ebenfalls im GPS-Bereich tätigen Startup-Unternehmens GeoSolutions und dessen 13 Mitarbeitern bekannt. Am 28. Juni 2007 erfolgte schließlich die Umbenennung von Benefon in GeoSentric.